# Візуальна етика
Візуальна етика — це нова міждисциплінарна галузь науки, яка об'єднує релігієзнавство, філософію, фото- та відеожурналістику, візуальне мистецтво та когнітивну науку, з метою дослідження того, як візуальне сприйняття впливає на ставлення одних людей до інших. Історично сфера етики значною мірою покладалася на раціонально-лінгвістичні підходи, здебільшого нехтуючи важливість бачення та візуального представлення для моральної поведінки людини. Водночас дослідження візуальної культури, як правило, аналізують образні репрезентації, нехтуючи багато етичних аспектів. Візуальна етика — це галузь перехресного збагачення етики та досліджень візуальної культури, яка прагне зрозуміти, наскільки виробництво та сприйняття візуальних образів є етичним, незалежно від того, усвідомлюємо ми цей факт чи ні.

## Етика візуального виробництва
З одного боку, візуальна етика займається етичними проблемами, пов'язаними зі створенням візуальних образів. Наприклад, як репрезентації в медіа розгортають культурні коди раси, класу, етнічної приналежності, статі тощо, щоб дистанціювати або викликати співпереживання конкретним людям і групам? Як візуальні представлення когось можуть сприяти або виключати певні етичні реакції глядачів? Коли етично виправдано знімати та ділитися зображеннями іншої людини в момент уразливості? З ким слід ділитися такими зображеннями?

## Етика візуальної рецепції
Візуальна етика однаково цікавиться етикою рецепції, тобто баченням як етичним актом. Як різні образи по-різному впливають на наші етичні реакції та моральну поведінку? Якою мірою наші етичні реакції на образи відбуваються дорефлексивно, через зорово-перцептивні процеси в тілі та розумі, ще навіть до усвідомлення образів? Це можна розглядати більше в культурному сприйнятті. Це завжди залежить від культурного походження.

## Етика та образотворче мистецтво
Ця тема зосереджена на етичних теоріях і методах етичного міркування. Суперечок і аргументів багато, оскільки етичні рішення або їх відсутність продовжують відігравати важливу роль в інституційній практиці. Зі збільшенням розриву між комерцією та культурою пріоритетність хорошого бізнесу над державним обслуговуванням створює все більш розмитий набір етичних принципів. Виставки для колекціонерів, конфлікти інтересів і практика вилучення колекцій. Можна запитати, чи несуть музеї відповідальність перед своєю публікою? І якщо так, то чи є це частиною інституційної культури і чи викладають її в сучасних програмах музеєзнавства? Елейн А. Кінг і співредакторка Гейл Левін розглянули багато з цих питань у складеній ними антології під назвою «Етика та образотворче мистецтво», яку у вересні 2006 року опублікувало в Нью-Йорку видавництво Allworth Press. Ця книга з 19 есе досліджує різноманітні теми етики у візуальному мистецтві. Темний бік мистецтва досліджується в цьому томі у творах Еріка Фішля, Сюзаан Беттгер (Suzaan Boettger), Стівена Вейла (Stephen Weil), Річарда Серри та інших, що охоплюють широкий спектр тем, з якими стикаються сучасні художники, політики, юристи в галузі мистецтва, галеристи, музейні фахівці тощо.

## Симпозіум візуальної етики
У квітні 2007 року під керівництвом Тімоті Біла з Центру гуманітарних наук Бейкер-Норд та Вільяма Е. Діла з Центру етики Інаморі в Університеті Кейс-Вестерн-Резерв працювала міждисциплінарна група вчених у сферах філософської етики, релігієзнавства, богослов'я, вивчення візуальної культури, неврології та когнітивної науки, щоб розвинути перше дослідницьке співробітництво з візуальної етики.